# Convent d'Agustinas Recoletas
El convent d'Agustinas Recoletas és a la plaça de Recoletas de la ciutat de Pamplona, Navarra (Espanya). L'edifici data de 1624 i és obra de Juan de Ciriza, segons els plans de l'arquitecte Juan Gómez de Mora. Sobre la porta d'entrada a l'església hi ha una imatge de la Immaculada Concepció, obra de l'escultor Miguel López de Ganuza. A l'interior de l'església hi ha un impressionant retaule barroc. El convent és de clausura, i només se'n pot visitar l'església.